# Wulfenita
La wulfenita és un mineral de la classe dels sulfats que pertany al grup de la scheelita. Originàriament, aquest mineral va ser anomenat plumbum spatosum flavo-rubrum, ex Annaberg, Austria l'any 1772 per Ignaz von Born. Va ser reanomenada l'any 1845 per Wilhelm Karl von Haidinger en honor del mineralogista austríac Franz Xaver von Wulfen (1728-1805).

## Característiques
La wulfenita és un molibdat de plom amb fórmula Pb(MoO₄). Cristal·litza en el sistema tetragonal en forma de cristalls fins tabulars d'un brillant color vermell-taronja o taronja-groc. La seva duresa a l'escala de Mohs oscil·la entre 2,5 i 3. Forma una sèrie de solució sòlida amb l'stolzita, Pb(WO₄). Pertany al grup scheelita de minerals juntament amb la powel·lita, la raspita i l'stolzita.

## Formació i jaciments
És un mineral secundari i escàs que es troba en jaciments de plom en les zones d'oxidació hidrotermal. Apareix associada a altres minerals com ara: vanadinita, smithsonita, piromorfita, mimetita, limonita, hemimorfita, fluorita, cerussita, descloizita, plattnerita o anglesita.
A Catalunya s'ha descrit, per exemple, a la pedrera de la Carretera de les Aigües (Collserola), a la pedrera Berta (Sant Cugat del Vallès-El Papiol), a Cierco (Vilaller), a Prullans (Baixa Cerdanya) i a la mina Atrevida (Vimbodí). A la mina Teresita (Sant Fost de Campsentelles) s'ha descrit la varietat Chillagita.

## Varietats
Es coneixen les següents varietats:
- La chillagita, una varietat que conté tungstè.[5]
- La wulfenita càlcica, o calcowulfenita, una varietat amb calci que substitueix el plom fins almenys una proporció Ca:Pb = 1:1,7.[6]
- La wulfenita cròmica, una varietat que conté crom.[7]
- La wulfenita vanàdica, o eosita, una varietat de wulfenita que conté vanadi en substitució de molibdè.[8]